# سوسک هیسینگ ماداگاسکار
سوسک هیسینگ ماداگاسکار (نام علمی: Gromphadorhina portentosa) نام یک گونه از تیرهٔ سوسک‌های بزرگ است.